# Tad Corporation
TAD Corporation(TADコーポレーション) foi uma empresa japonesa de desenvolvimento em jogos eletrônicos. Foi fundada em 1988, na cidade de Mitaka, província de Tóquio, pelos mesmo empregadores da empresa Data East. O nome da empresa é uma abreviação a um dos fundadores que se chama Tadashi Yokoyama na qual pegando as inicias do seu nome (TAD) constitui o registro da empresa. 
Seu primeiro jogo a ser desenvolvido foi, Cabal. O jogo foi lançado somente para Arcade (fliperama). É um game de plataforma shooter (tiro) aonde temos a visão do personagem do jogo por de trás e uma mira na qual se posiciona para atirar no inimigo. Os cenários e a temática do jogo se baseiam em tática de guerrilha, lembrando bastante os filmes do Rambo. Esse game foi uma inovação para os jogos da época e também teve um grande sucesso. No ano seguinte, em 1989, é lançado Toki: Going to Ape Spit (no Japão conhecido como "Juju no Dentsu")para os arcades. É um game de run' shooter aonde o jogador controla um macaco que cospe uma bola de fogo contra os montros. Esse, mais tarde, teve lançamento para os videos games.
Na década de 90 a empresa lançou quatro jogos: Blood Bros, Sky Smasher, Saishu Kakutou Kizoku Legionnaire e Heated Barrel. Ambos os jogos não fizeram sucesso comparado aos anteriores devido eles serem iguais a outros games lançados por outras companhia. 
A Tad Corporation não só teve seus próprios port mas ajudou a fazer jogos em outras empresas como a Data East, Seibu Kaihatsu, Fabtek, Ocean Software, Rare Ltd, Taito e a Sega. 
Em 5 de fevereiro de 1993, a Tad Corporation termina suas atividades e é negociada pela empresa Mitchell Corporation. 

## Jogos Lançados pela Tad Corporation
• Cabal (1988)
• Toki : Going to Ape Spit (1989) (Juju no Dentsu no Japão)
• Blood Bros. (1990)
• Sky Smasher (1990)
• Saishu Kakutou Kizoku Legionnaire (1992)
• Heated Barrel (1992)

## Ligações Externas
Registro da Marca nos EUA
Informação da Marca 1
Informação da Marca 2
Museu dos Arcades